# Ebène City

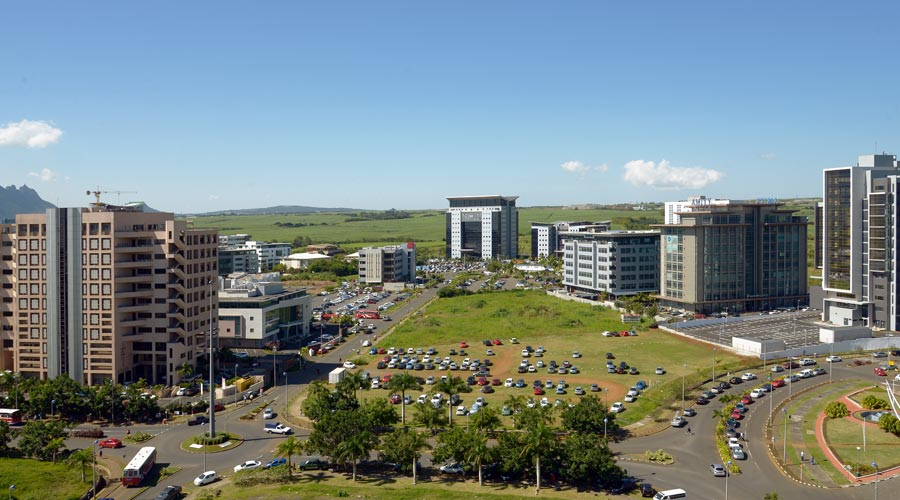
BPML Business Park in Ebene

Ebène City (auch Ebène Cyber City oder Ebène CyberCity) ist eine Technologiestadt im Distrikt Plaines Wilhems auf der Insel Mauritius. Der Ort liegt ca. 15 km südlich der Hauptstadt Port Louis.
Durch seine Lage bietet Mauritius mit dem Technologiestandort eine Brücke zwischen Afrika und Asien. So liegt hier etwa ein Übergabepunkt der Seekabel-Anlage SAFE (South Africa Far East). Zudem befindet sich hier mit AfriNIC einer der fünf internationalen Domain-Registrare.
Offen bleibt der formale Status des Ortes, so referenziert etwa der Betreiber des Business-Parks Ebène als Stadtteil des westlich gelegenen Rose Hill, während andere Quellen ihn als Stadtteil vom südlicheren Quatre Bornes, wieder andere gar dem Distrikt Port Louis zuordnen. Für die meisten ansässigen Firmen genügt hingegen die Angabe des Ortes als alleinige Identifizierung auf Mauritius. In offiziellen Statistiken ist Ebène allerdings nicht zu finden.